# Brejning Sogn
Brejning Sogn er et sogn i Skjern Provsti (Ribe Stift).
I 1800-tallet var Brejning Sogn i Bølling Herred anneks til Nørre Omme Sogn i Hind Herred. Begge herreder hørte til Ringkøbing Amt. Trods annekteringen var sognene to selvstændige sognekommuner. Ved kommunalreformen i 1970 blev Nørre Omme indlemmet i Trehøje Kommune, der ved strukturreformen i 2007 indgik i Herning Kommune, og Brejning blev indlemmet i Videbæk Kommune, der ved strukturreformen indgik i Ringkøbing-Skjern Kommune.
I Brejning Sogn ligger Brejning Kirke. Væggerskilde Kirke 5 km øst for Spjald blev i 1916 indviet som filialkirke til Brejning Kirke, og Væggerskilde blev et kirkedistrikt i Brejning Sogn. I 2010 blev Væggerskilde Kirkedistrikt udskilt som det selvstændige Væggerskilde Sogn.
I Brejning og Væggerskilde sogne findes følgende autoriserede stednavne:
- Bjørnkær (bebyggelse)
- Blæsbjerg (bebyggelse)
- Brejning (bebyggelse)
- Brejninggaard
- Brejning Fjalde (bebyggelse)
- Brejning Kirkeby (bebyggelse)
- Dingelsbjerg (areal)
- Feldbæk (bebyggelse)
- Fuglehøj (areal)
- Grønnehuse (bebyggelse)
- Husted (bebyggelse)
- Højmose (bebyggelse)
- Kildsig (bebyggelse)
- Kolding (bebyggelse)
- Krathøje (areal)
- Krattet (areal)
- Kroghede (bebyggelse)
- Landerhuse (bebyggelse)
- Langager Gårde (bebyggelse)
- Langerdal (bebyggelse)
- Magersped (bebyggelse)
- Mosdal (bebyggelse)
- Opsund (bebyggelse, ejerlav)
- Randbæk (bebyggelse, ejerlav, vandareal)
- Rudmose (bebyggelse)
- Røjkum (bebyggelse)
- Sandbæk (bebyggelse, ejerlav)
- Solsø (vandareal)
- Spjald (bebyggelse)
- Torhuse (bebyggelse, ejerlav)
- Vanting (bebyggelse)
- Vesterbæk (bebyggelse)
- Væggerskilde (bebyggelse, ejerlav)